# Haringjager
Een haringjager of jaagschuit is een snelvarend vaartuig behorend bij de haringvloot.
In het algemeen vaart de hele vloot naar zee uit, en neemt op zee de haringjager de vangst van de vissers over om die  naar de wal te brengen. Met name na de eerste vangstdag wordt zo snel mogelijk een specimen van de buit overgebracht (Hollandse nieuwe). Dit is mogelijk de oorsprong van de Zeeuwse familienaam 'De Jager'. 